# 주작 (유유백서)
주작(朱雀)은 《유유백서》에 등장하는 등장인물이다.

## 소개
성우는 토비타 노부오 / 신용우. 사성수의 두목. 환술인 암흑요롱진을 사용하며, 보통사람이 맞으면 숯으로 만들어 버리는 암흑뇌신권을 사용한다. 벌레 피리를 이용해 마계충을 조종해 인간세상을 엉망으로 만든 장본인으로 케이코가 위험에 빠져서 풀 파워로 각성한 유스케에게 패배.